# Walter Troeltsch (ekonomista)
Walter Troeltsch (ur. 6 lipca 1866 w Mergelstetten (Heidenheim an der Brenz), zm. 23 lutego 1933 w Marburgu) – niemiecki ekonomista, założyciel biblioteki ekonomicznej na Uniwersytecie w Marburgu.
Studiował nauki o państwie w Monachium, Tybindze i Berlinie. W 1890 uzyskał doktorat a rok później habilitację. W 1897 został profesorem nadzwyczajnym Uniwersytecie w Tybindze, a dwa lata później zwyczajnym Wyższej Szkoły Technicznej w Karlsruhe. Od 1902 pracował w Marburgu.
Zajmował się wpływem czynników lokalnych na rynek pracy. Badał przyczyny i skutki bezrobocia, wskazując na wiele czynników przyczyniających się do braku pracy. Do jego najbardziej znanych uczniów zaliczano: Gustava Heinemanna oraz Wilhelma Röpke.